# 西册田遗址
西册田遗址，位于中华人民共和国山西省大同市云州区许堡乡西册田村，已列为山西省文物保护单位。

## 保护
2016年6月6日，西册田遗址由山西省人民政府公布为第五批山西省文物保护单位，编号5-5。